# Oxybelis
Oxybelis är ett släkte av ormar som ingår i familjen snokar.
Dessa ormar förekommer i Amerika från Arizona (USA) över Centralamerika till Peru, Bolivia och Brasilien. De lever främst i fuktiga skogar.
Arterna blir vanligen 75 till 150 cm långa och de kännetecknas av ett långsträckt huvud med spetsig nos. Ögonen är ganska stora med runda pupiller. Släktets medlemmar klättrar vanligen i träd och i annan växtlighet och har huvudsakligen ödlor som byten. Arten förökar sig genom äggläggning.
Arter enligt Catalogue of Life och The Reptile Database:
- Oxybelis aeneus
- Oxybelis brevirostris
- Oxybelis fulgidus
- Oxybelis wilsoni